# Дуткевич, Артур
Арту́р Дуткевич (польск. Artur Dutkiewicz, род. 12 декабря 1958 г. в Пинчове) — польский джазовый пианист и композитор; педагог.

## Образование
В 11 лет начал обучаться игре на фортепьяно под руководством своего отца (учителя музыки). Затем учился в средней музыкальной школе в Кельцах (по классу фортепьяно). Будучи учеником школы, получил награды, в том числе III награду на Международном Фестивале Джазовых Пианистов в Калише (1976) и III награду в конкурсе джазовой импровизации, организованном Музыкальной Академией в Катовицах (1977). На этом конкурсе был отмечен также специальной наградой как самого лучшего участника — ученика средней школы. Это предоставило ему возможность свободно поступить в этот вуз, где он окончил обучение на Факультете Джаза и Развлекательной Музыки в классе композиции и аранжировки Збигнева Калембы.

## Музыкальная карьера
Уже во время учёбы он создал свой собственный музыкальный ансамбль — Sunday Trio. Выступал с ним на Студенческом Джазовом Фестивале «Джаз над Одером» во Вроцлаве в 1979 году, где был особо отмечен. Сотрудничал с ансамблем «Prońko Band», а затем в 1982—1985 гг. с Гданьским Инструментальным Театром Рышарда Мищка. В последнем событии он был не только музыкантом, но также и актером, был соавтором театральной музыки (в том числе Процесс, Танец квартиранта), представляемой на заграничных театральных фестивалях (Дания, ФРГ, Швейцария, Италия).
С 1986 г. сосредоточился на сольной карьере и собственных музыкальных мероприятиях. Играл также в трио вместе с ударником Чеславом Бартковским и контрабасистом Анджеем Цудзихом. Сотрудничал с квартетом Томаша Шукальского и со Збигневом Намыловским. Выступал вместе с вокалистами Гражиной Аугусчик и Марком Балатой. Сотрудничал также с Уршулой Дудзяк, Тадеушем Налепой, Деборой Браун, Мишелем Хендриксом, Лорой Шафран, Карлосом Джонсоном, Лешеком Чихоньским, Йоргосом Сколиасом.
Выступал с концертами по всей Европе, а также в США и Эфиопии. Принимал участие в конкурсе пианистов им. Телониуса Монка в Вашингтоне в 1989 г. Дошел на нём до финала.
В 1996 году основал свою группу — Electric Jazz Concert. Вскоре возникло трио Артур Дуткевича с контрабасистом Анджеем Цудзихом и ударником Лукашом Житой. В 2001 г. изменился состав группы — вместо Цудзиха и Житы с ним играют Себастиан Франкевич на ударнике и Даниэль Бель на контрабасе. Группа эта исполняет также и сочинения Джимми Хендрикса и Чеслава Немена. Дуткевич выступает и сольно. Особо известен как импровизатор фортепьянной джазовой музыки.
В июле 2011 г. Артур Дуткевич выступал на Олимпийском стадионе в Берлине на World Culture Festival, где был аранжировщиком и сыграл вместе с мировыми пианистами сочинение для 30 фортепьяно. Концерт, на котором присутствовало ок. 30 тыс. человек, стал выражением уважения разнообразию культур и посланием мира для всего света.

## Дискография (выборочно)
- 1988 Grażyna Auguścik: Sunrise sunset (LP, Muza SX-2615)
- 1989 Tomasz Szukalski: Borżomski Wąwóz — Body and soul (LP, Muza SX-2807)
- 1999 Electric Jazz Concert: Lady Walking (CD)

• Artur Dutkiewicz: Błękitna Ścieżka (CD)
- 2009 Niemen Improwizacje (CD)

• 2010 Hendrix Piano (CD)
- 2014 Prana (CD) — Композиции лидера группы Артура Дуткевича из нового диска трио «PRANA», премьера которого состоится в январе 2014 г.

## Награды и отличия
7 октября 2012 г. Городской Совет Пиньчова удостоил Артура Дуткевича звания «Почетный гражданин Пиньчова».